# Жерев
Же́рев (укр. Же́рів) — река на Украине, протекает по Житомирской области. Левый приток Ужа (приток Припяти). Длина реки — 105 км. Площадь водосборного бассейна — 1470 км². Уклон реки — 0,69 м/км.

## Течение
Берёт начало в сети мелиоративных каналов южнее села Белокоровичи (Коростенский район), течёт на северо-восток. Вскоре принимает справа свой первый приток — реку Дивлинку. Приняв слева реку Ветку у села Рудня-Жеревцы, меняет направление на юго-восточное. Миновав пгт Лугины Жерев вновь меняет направление на северо-восточное. У пгт Народичи, на высоте около 128,3 м нум впадает в Ужа слева, на его 115-м километре.

## Притоки
От устья к истоку:
- Стручок (лв)[3]
- Лизница (лв)[4]
- Полчанка (лв)[4]
  - Жуковка (пр)[4]
- Лютыщь (лв)[2]
- Турейка (лв)[2]
- Литки (пр)[2]
  - Глухова (лв)[2]
- Кремно (пр)[2]
- Ветка (лв)[2]
- Дивлинка (пр)[2]

## Населённые пункты
От устья к истоку: Народичи, Селец, Бабиничи, Закусилы, Жерев, Слобода-Вязовка, Вязовка, Игнатполь, Рудня, Млыны, Рудня-Повчанская, Повч, Лугины, Крупчатка, Новая Рудня, Староселье, Степановка, Червоная Волока, Рудня-Жеревцы, Заполье, Вербовка, Новые Белокоровичи, Белокоровичи.